# Partido judicial de Valdepeñas
El Partido judicial de Valdepeñas   es uno de los 31 partidos judiciales en los que se divide la comunidad autónoma de Castilla-La Mancha, siendo el partido judicial n.º 5 de la provincia de Ciudad Real.
El ámbito territorial, que viene regulado por el Real Decreto 529/1983, de 9 de marzo, comprende los municipios de:
Almuradiel, Castellar de Santiago, Moral de Calatrava, Santa Cruz de Mudela, Torrenueva, Valdepeñas y Viso del Marqués.